# The Zutons
The Zutons est un groupe de rock indépendant anglais originaire de Liverpool. Formés en 2001, ils n'ont sorti leur premier album, Who Killed...... The Zutons?, qu'en avril 2004. Leurs principaux succès sont les singles Why Won't You Give Me Your Love? et Valerie, extraits de leur deuxième album Tired of Hanging Around (2006), tous deux montés jusqu'à la neuvième place de l'UK Singles Chart. Valerie est plus tard repris par Mark Ronson et Amy Winehouse dans une version classée deuxième en 2007. Le groupe est nommé aux Mercury Music Prize en 2004 et aux Brit Awards en 2005.

## Biographie

### Débuts (2001)
Le groupe des Zutons se forme à Liverpool en 2001. Il tire son nom du surnom du guitariste du Magic Band, Bill Harkleroad, mieux connu comme Zoot Horn (ou « Zuton ») Rollo. Dave McCabe avait auparavant été membre de Tramp Attack, tandis que Russ et Sean appartenaient aux Big Kids. Après avoir d'abord joué à quatre, les Zutons commencent à être rejoints sur scène par la petite amie de Sean, Abi Harding, pour accompagner certaines chansons de quelques notes de saxophone. Très populaire auprès du public, sa participation est également appréciée des autres membres du groupe pour l'apport artistique du saxophone. Abi devient alors membre à part entière, comme saxophoniste et chanteuse.
Le fondateur du label indépendant Deltasonic, Alan Wills, doute initialement des talents musicaux de Dave McCabe : « J'avais entendu d'autres groupes dans lesquels Dave avait joué et je les avais trouvé complètement nuls ». C'est par l'instance du chanteur de The Coral, James Skelly, lié à McCabe par l'amitié, que Wills se laisse convaincre d'écouter les démos des Zutons qui viennent de se former. C'est à l'écoute de ces dernières que Wills accepte de travailler avec le groupe.
Les Zutons doivent d'abord faire face aux comparaisons avec The Coral, comme représentants majeurs de la scène musicale de Liverpool au sein du même label et avec le même producteur, Ian Broudie. Des liens interpersonnels existent par ailleurs, puisque Dave McCabe a auparavant écrit plusieurs chansons avec James Skelly. McCabe, également le principal auteur-compositeur du groupe, cite parmi ses influences Talking Heads, Devo, Sly and the Family Stone, Dexys Midnight Runners et Madness.

### Who Killed...... The Zutons?(2002–2005)
Le premier enregistrement mis en vente, en septembre 2002, est un CD de trois pistes intitulé Devil's Deal. Au printemps suivant sort Creepin' and a Crawlin', suivi en novembre 2003 du single Haunts Me, disponible en téléchargement seulement. Le logo en « Z » du groupe est modifié au début de l'année 2004, pour éviter une confusion avec celui de Zenith Electronics.
Le premier album, Who Killed...... The Zutons?, sort en avril 2004 et se classe tout d'abord la treizième place de l'UK Albums Chart. C'est début 2005 qu'il atteint la neuvième place. Le LP comporte une couverture 3D et de nombreux fans porteront ensuite dans les concerts des Zutons les lunettes 3D vendues avec. Les premiers exemplaires de l'album comportent également un CD bonus de quatre pistes, des versions alternatives des chansons du groupe. L'album est encensé par la critique et nommé pour l'édition 2004 du Mercury Music Prize. Le groupe lui-même est nommé en 2005 aux Brit Awards, dans la catégorie « Révélation britannique ». Une nouvelle version de l'album est éditée après la sortie du single Don't Ever Think (Too Much), pour ajouter ce dernier en treizième piste.

### Tired of Hanging Around(2006–2007)

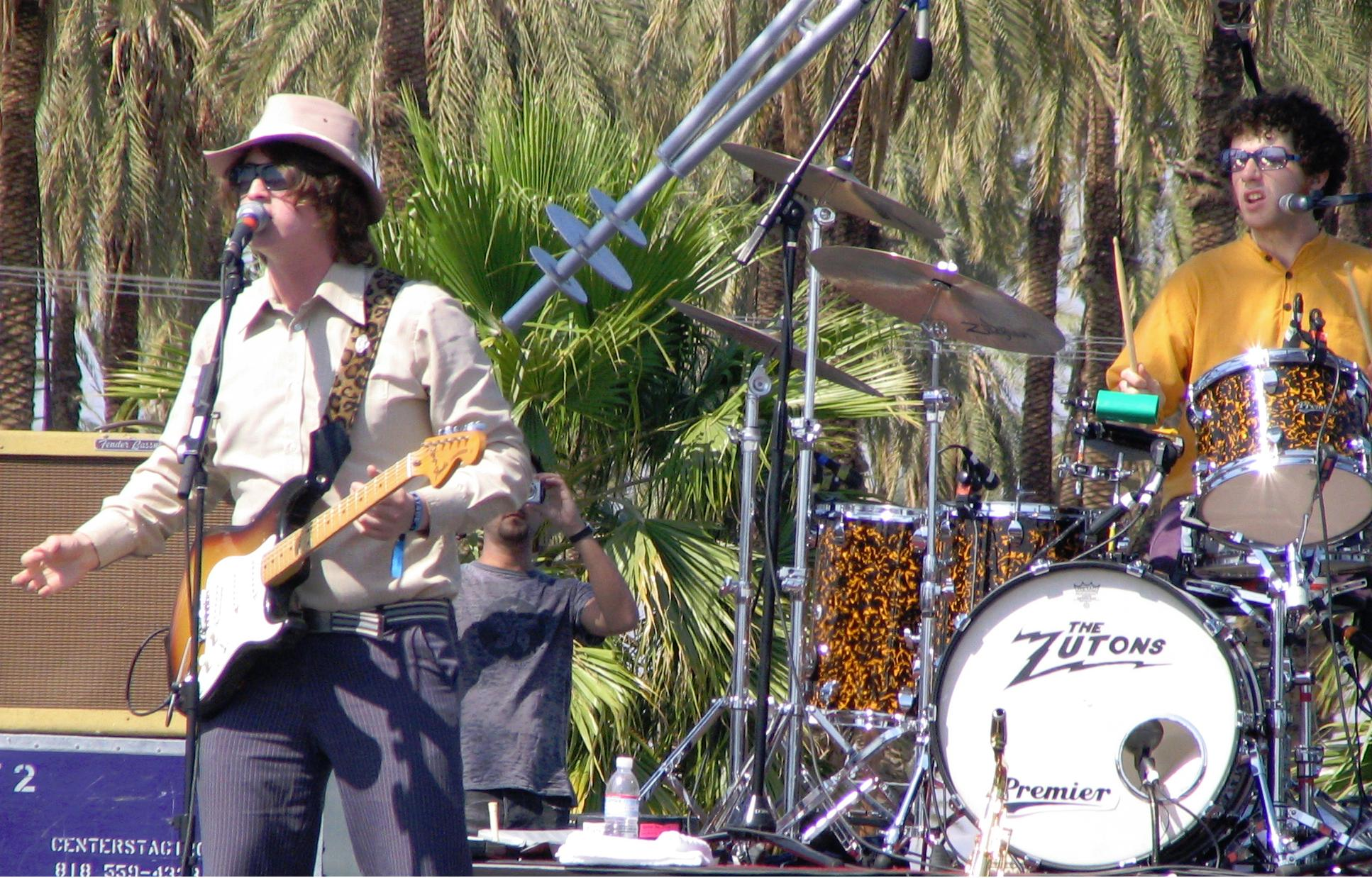
Les Zutons au Coachella Festival, en 2006.

Le deuxième album, Tired of Hanging Around, sort le 17 avril 2006 et atteint la deuxième place du UK Albums Chart. Les deux singles successifs, Why Won't You Give Me Your Love? et Valerie, se classent chacun à la neuvième place des meilleures ventes, mieux que Don't Ever Think (Too Much) qui était arrivé à la quinzième place. Le groupe effectue une tournée en Grande-Bretagne en mai 2006 à l'occasion de la sortie de l'album, puis en entame une seconde en novembre 2006.
Le 13 juillet 2007, le groupe annonce que le guitariste Boyan Chowdhury quitte les Zutons, sur la base de « différends musicaux ». À la fin 2007, Les Zutons propose à Paul Molloy, anciennement membre des Skylarks et des Stands de rejoindre le groupe.

### You Can Do Anythinget séparation (2008–2009)
Les Zutons sortent le 2 juin 2008 un troisième album, You Can Do Anything, enregistré plus tôt dans l'année à Los Angeles, avec Paul Molloy à la guitare. Le single Always Right Behind You est mis en vente le 26 mai 2008. Durant l'été 2008, le groupe entame sa première tournée britannique depuis deux ans. Mais en janvier 2009, Sony BMG décide de se séparer du groupe, en raison de l'échec commercial et critique du troisième album. 
Le label Deltasonic, avec qui les Zutons ont initialement signé leur contrat, avait donné licence à Sony pour l'exploitation commerciale de la production artistique du groupe. You Can Do Anything n'a pas été distribué en France. 
Le 26 avril 2024, ils reviennent pour partager les fruits de leurs 16 ans d'absence, avec le quatrième opus, produit par Nile Rodgers et Ian Broudie.

## Membres

### Derniers membres
- Dave McCabe - chant, guitare
- Abi Harding - saxophone, chant

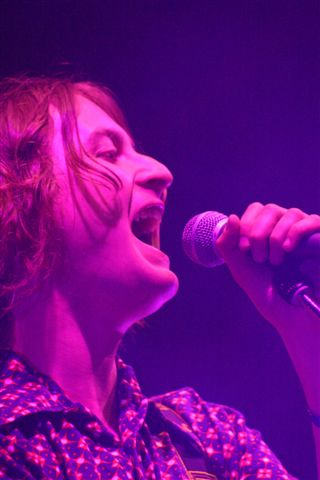
Dave McCabe, en 2006.

- Sean Payne - batterie, percussions, chant

### Anciens membres
- Boyan Chowdhury - guitare, chant (2001-2007)
- Russell Pritchard - basse, chant (2001-2009)